# Tergrigorjanzaella
Tergrigorjanzaella es un género de foraminífero bentónico de la Subfamilia Caucasininae, de la Familia Caucasinidae, de la Superfamilia Delosinoidea, del Suborden Buliminina y del Orden Buliminida. Su especie tipo es Caucasina? sectile. Su rango cronoestratigráfico abarca desde el Eoceno superior hasta el Oligoceno inferior.

## Discusión
Clasificaciones previas incluían Tergrigorjanzaella en el suborden Rotaliina del orden Rotaliida.

## Clasificación
Tergrigorjanzaella incluye a la siguiente especie:
- Tergrigorjanzaella sectile †